# 古井镇 (三台县)
古井镇，是中华人民共和国四川省绵阳市三台县下辖的一个乡镇级行政单位。2019年12月，撤销万安镇和下新乡，将其所属行政区域划归古井镇管辖，古井镇人民政府驻万福街1号。

## 行政区划
古井镇下辖以下地区：
古井场社区、古井村、柳沟村、黑柏林村、李子园村、丁家坝村、天星磨村、玉皇庙村、干坝子村、大碑垭村、桐麻湾村、太平沟村、白庙子村、草帽河村、响水村、庆林村、荆竹村、天福村、锁泉村、老观村、邱碑村、钟桥村、枣林村、榴花村、詹家沟村、桂花村、凯沿村和凯江村。